# Taborcillo
Isla Taborcillo es una pequeña isla privada en la costa del Pacífico de Panamá. Situada a unos 40 kilómetros de la ciudad de Panamá y a 4 km de Punta Chame en la costa panameña.

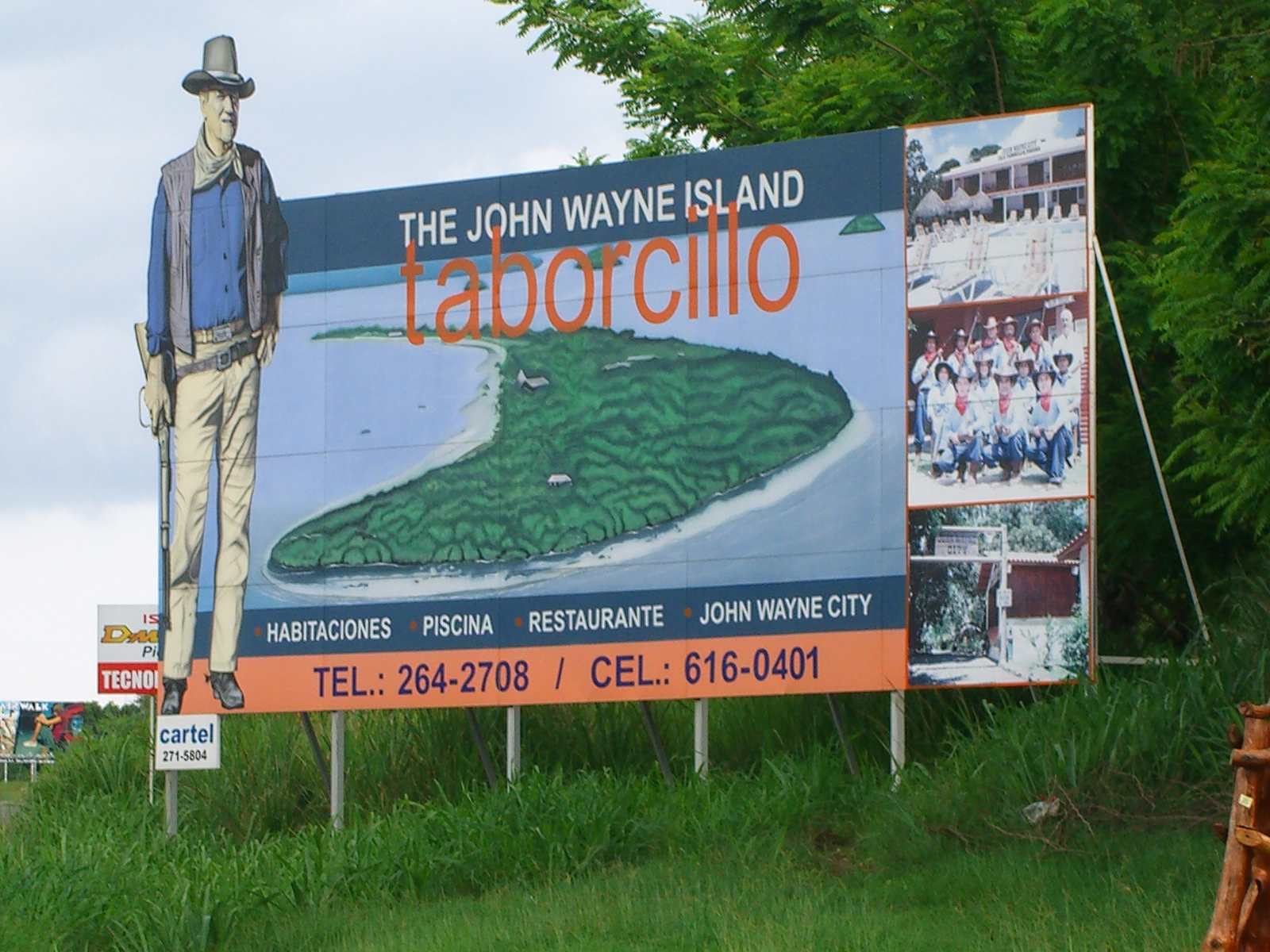
Ilustración de la Isla Taborcillo, llamada la isla de John Wayne, muy cerca de la costa del Pacífico de Panamá.

Fue propiedad durante un tiempo del actor de cine estadounidense John Wayne. Tras la muerte del actor en 1979 pasó a manos de sus herederos. Desde 1997 es propiedad del hombre de negocios austríaco Ralph Hübner, propietario de la publicación Who's Who. También vende parcelas de terreno en la isla a las personas cuyos datos se incluyen en su publicación.
La isla dispone de un complejo turístico, hotel y parque temático, y es destino vacacional de turistas europeos y  americanos.
La extracción ilegal de arena en la zona ha originado la progresiva pérdida de superficie de la isla; se calcula que en los últimos años la isla ha perdido 22 000 m² de superficie, un 10 por ciento del total.